# Michał Misiorny
Michał Misiorny, ps. „Michał Struczyński” lub „MIM” (ur. 27 września 1933 w Inowrocławiu, zm. 2 listopada 2005) – polski dziennikarz, krytyk, pisarz i tłumacz.

## Życiorys
Maturę zdał w 1951 w Tczewie. W czasie nauki w szkole średniej działał w Związku Harcerzy Polskich (1945–1949) i w ZMP (1948–1950). Ukończył filologię niemiecką na Wydziale Filologii Uniwersytetu Poznańskiego. W latach 1951–1952 był nauczycielem w Solnicy i Jantarze w pow. Pruszcz Gdański. Od 1952 roku należał do PZPR. W latach 1954–1956 piastował urząd asystenta Wyższej Szkoły Rolniczej w Poznaniu oraz w latach 1956–1957 redaktora naczelnego tygodnika studenckiego „Wyboje”.

### Kariera dziennikarska
Jako dziennikarz publikował teksty m.in. w „Tygodniku Zachodnim” (1958–1960), „Głosie Szczecińskim” (1960–1965), „Literach”. W latach 1972–1990 był kierownikiem działu kulturalnego „Trybuny Ludu”. W kolejnych latach do 1995 piastował stanowisko redaktora wydawnictw „Panda” i „Real Press”. Publikował głównie eseje i artykuły krytyczno-literackie. Jest autorem wielu tłumaczeń z różnych dziedzin, głównie jednak dla wydawnictw i teatrów oraz kilkakrotnie wznawianego obszernego słownika polsko-niemieckiego z zasadami gramatyki.

### Praca w kinematografii i TVP
W latach 1978–1980 Misiorny był dyrektorem programowym kinematografii polskiej oraz zastępcą szefa Teatru Telewizji Polskiej. W roku 1983 pełnił funkcję szefa redakcji filmowej TVP. Współpracował z redakcją programu telewizyjnego „Pegaz”.

## Wyróżnienia
- Krzyż Oficerski Orderu Odrodzenia Polski w 1988 roku
- Krzyż Kawalerski Orderu Odrodzenia Polski[2].
- Nagroda Bolesława Prusa za twórczość dziennikarską
- Dyplom Państwowego Komitetu ds. Kinematografii  ZSRR (1979)[3]

## Publikacje
- Teatry dramatyczne Ziem Zachodnich, wyd. Poznańskie 1963
- Muzyka i życie muzyczne na Ziemiach Zachodnich i północnych, wyd. Poznańskie 1967
- Mariusz Maszyński, wyd PIW 1967;
- Listy miłosne dawnych polaków, wyd Wydawnictwo Literackie, Kraków 1971;
- Spadkobiercy Courths-Mahlerowej, wyd Książka i Wiedza, 1972;
- Andrzej Łapicki, wyd WAiF 1974
- Sambora róg Nowej, wyd. Morskie, Gdańsk 1975;
- Sierpień w Getyndze, wyd Poznańskie 1978;
- Współczesny teatr na świecie, wyd. WAiF 1978;
- Klub piątej pory roku (powieść), wyd. PIW 1987;
- Mały leksykon podróżników i odkrywców, wyd. Real Press 1994

Jest ponadto autorem sztuki teatralnej Bestia wystawionej w Teatrze Telewizji oraz współautorem (wraz z Lucyną Legut) sztuki Piękne ogrody. jej premiera miał miejsce w 1970 roku.

## Życie prywatne
Był mężem Jadwigi Polanowskiej-Misiorny.